# Đạo luật Saar
Đạo luật Saar hay Quy chế Saar là một thỏa thuận Tây Đức-Pháp đã ký vào năm 1954 như là 1 kết quả của cuộc đàm phán ngoại giao kéo dài giữa Pháp và Tây Đức. Nó đã giúp mở đường cho một châu Âu hiện đại hơn sau những căng thẳng sau Thế chiến II và các tranh chấp về địa chính trị. Sự hợp nhất của Saarland được hoàn thành vào ngày 1 tháng 1 năm 1957.

## Bối cảnh
Pháp năm 1945, chiến thắng sau Thế chiến II, gửi binh lính của mình đến Sarre để giải cứu quân đội Hoa Kỳ, với mục đích thôn tính khu vực. Tuy nhiên, anh nhận ra một cách nhanh chóng sự bất khả thi của khát vọng được đề cập và hài lòng khi đặt Saar dưới quyền bảo hộ của mình. Năm 1946, sự bảo hộ của Saarland được tách ra khỏi khu vực chiếm đóng của Pháp ở Đức và tham gia vào một liên minh kinh tế và tiền tệ với Pháp. Chính quyền vùng Saar được hưởng quyền tự trị chính trị, nhưng vẫn thuộc thẩm quyền của Cao ủy, Gilbert Grandval, đại diện cho Chính phủ Pháp. Do đó, có một ranh giới kinh tế thực sự giữa Sarre và phần còn lại của Đức. Quốc hội Saarland chỉ định đại diện của mình vào Đại hội đồng và cuộc tranh cãi vẫn tiếp tục mặc dù đã đạt được một số cam kết nhất định.

## Hướng tới một đạo luật
Năm 1953, Hội đồng châu Âu đã nối lại các cuộc đàm phán nhằm tìm ra giải pháp cho vấn đề Saarland và trong Hội đồng, đại biểu Hà Lan, Marinus van der Goes van Naters, đề nghị Saarland tiếp nhận phạm vi của một lãnh thổ châu Âu. Áp lực quốc tế gia tăng buộc Pháp phải cam kết vào ngày 23 tháng 10 năm 1954, Cộng hòa Liên bang Đức (FRG) và Pháp đã ký Hiệp định Paris chấm dứt sự chiếm đóng của Đức Tây và các điều kiện được thiết lập để giải quyết câu hỏi Saar. Người ta đã đồng ý rằng khu vực này sẽ được trao vị thế của một lãnh thổ châu Âu trong khuôn khổ mở rộng của Liên minh Tây Âu (WEU). Tuy nhiên, thỏa thuận vẫn phải được người dân ở vùng Saar phê chuẩn, những người không hài lòng với sự hiện diện của Pháp.

## Ký kết
Trong cuộc trưng cầu dân ý về Đạo luật Saar ngày 23 tháng 10 năm 1955, 67,7% khu vực bầu cử của Sarre đã bác bỏ tư cách lãnh thổ châu Âu được đề xuất trong Hiệp định Paris. Do đó, Pháp buộc phải chấp nhận sự trở lại của Sarre ở Đức. Vào ngày 27 tháng 10 năm 1956, các thỏa thuận của Luxembourg đã được Pháp và Cộng hòa Liên bang Đức ký kết, dự định tái hòa nhập chính trị Sarre ở Đức vào ngày 1 tháng 1 năm 1957. Cuối cùng, việc ký kết thỏa thuận này, đã chấm dứt một cuộc tranh chấp lâu dài trong quan hệ Pháp-Đức, và phục vụ để tạo điều kiện thuận lợi hơn cho các cuộc đàm phán về việc chuyển dòng sông Mosel, từ Pháp, qua Luxembourg đến Đức.